# آبشار اوزود
آبشار اوزود (به انگلیسی: Ouzoud Falls) آبشاری است که در مراکش واقع شده و ارتفاع کلی ریزشگاه آن ۱۱۰ متر (۳۳۰ پا) است.